# Av. Larco, la película
Av. Larco: la película es una película peruana musical de 2017 dirigida por Jorge Carmona. Está basada en la obra teatral Av. Larco: el musical estrenado en 2015, escrito por Rasec Barragán y dirigido por Giovanni Ciccia, que a su vez se inspira en la canción «Avenida Larco» del grupo peruano de rock Frágil.
Es la segunda producción consecutiva de género musical de Tondero Films, después de Locos de Amor, y la segunda comedia sin el actor Carlos Alcántara.

## Sinopsis
Cuatro amigos del colegio forman una banda musical con la que sueñan ser famosos. Son de clase alta y tocan rock, género que a fines de la década de 1980 en el Perú se encontraba en plena efervescencia debido a los conflictos sociales, la hiperinflación económica y al auge del terrorismo en el país. Astalculo, la banda, participa en un concurso cuyo premio final es tocar en un gran concierto en la Plaza de Acho, pero antes deberán tocar en escenarios populares que les hará ver la realidad del país en el que viven. La competencia los obligará a salir de su burbuja privilegiada, conocer la otra cara de su ciudad y enfrentarse a los problemas de su país en conflictos. Los himnos del rock peruano los acompañarán en este viaje a la adultez, en el que vivirán romances y aventuras, y la música será el mejor antídoto para no perder la esperanza.

## Reparto
- Juan Carlos Rey de Castro como Andrés Dulude: Protagonista de la historia, perteneciente a la clase alta y apasionado por el rock, líder de la banda Astalculo. Vive en Las Casuarinas.
- Carlos Galiano como Wicho García: Protagonista de la historia y miembro  de la banda Astalculo. Al igual que Andrés y el resto de sus amigos siente pasión por la música rock.
- Andrés Salas como Miki González: Protagonista de la historia y miembro de la banda Astalculo. Al fin de la película muere asesinado de un balazo debido al fuego cruzado entre policías y terroristas durante el concierto de la banda en la Plaza de Acho.
- Nicolás Galindo como Javier: Protagonista de la historia y miembro de la banda Astalculo. Al igual que sus amigos siente pasión por el rock y es homosexual aunque inicialmente se muestra reacio a aceptarlo.
- Carolina Cano como María Teresa «Marité»: Enamorada de Wicho y mejor amiga de Susana.
- María Grazia Gamarra como Susana «La Negra»: Mejor amiga de Marité e interés amoroso de Miki con quien se reencontró cinco años después del fin de la secundaria.
- Daniela Camaiora como Lola: Exenamorada de Andrés.
- André Silva como Pedro: Amigo cercano de Andrés, Miki y Wicho e interés amoroso de Javier.
- Mayra Goñi como Rebeca: Nuevo interés amoroso de Andrés.
- Javier Valdés como Dulude: Padre de Andrés. Es arrogante y cruel con su hijo.
- Katia Condos como Gladys: Madre de Andrés.
- Rodrigo Sánchez Patiño como Cholo: Amigo de Pedro y Javier.
- Emanuel Soriano como Raúl: Hermano de Rebeca.
- Ramón García como Felipe: Padre de Pedro.
- Liliana Trujillo como Norma: Madre de Pedro.
- Bruno Odar como padre de Miki
- Norma Martínez como madre de Wicho
- Daniel F como profesor de colegio
- Julio Pérez Luyo como el capitán Carlos Augusto Barragán

## Banda sonora
Para los musicales participaron diversos artistas del panorama del rock peruano como Andrés Dulude y Tavo Castillo de Frágil, Daniel F de Leusemia, Manolo Barrios de Mar de Copas, Marcello Motta de Amén, Julio Pérez de La Sarita, entre otros. Además la película contó con la dirección musical del cantante Diego Dibós y la dirección coreográfica de la bailarina Vania Masías.

### Lista de canciones
Las canciones que salen en la película son las siguientes:
- «Al colegio no voy más» (Leusemia)
- «La universidad» (Río)
- «Mayoría equivocada» (Autopsia)
- «Sucio policía» (Narcosis)
- «Avenida Larco» (Frágil)
- «Contéstame» (Río)
- «Y es que sucede así» (Arena Hash)
- «Lo peor de todo» (Río)
- «Decir adiós» (Amén)
- «Triciclo Perú» (Los Mojarras)
- «Demolición» (Los Saicos, Leusemia)
- «Suna» (Mar de Copas)
- «Más poder» (La Sarita)
- «Nostalgia provinciana» (Los Mojarras)
- «Lola» (Miki González)
- «Las torres» (Los Nosequién y Los Nosecuántos)
- «Astalculo» (Leusemia)
- «Inmortales» (Cementerio Club)
- «Magdalena» (Los Nosequién y Los Nosecuántos)
- «Por tu amor» (Autocontrol)
- «Mujer noche» (Mar de Copas) (video inédito)

## Producción
La película fue rodada durante siete semanas en diversas locaciones de la ciudad de Lima. Se estrenó el jueves 30 de marzo del 2017, y dos semanas después llegó a superar el medio millón de espectadores.

## Premios y nominaciones
| Año  | Premio                       | Categoría              | Nominación      | Resultado | Ref.   |
| ---- | ---------------------------- | ---------------------- | --------------- | --------- | ------ |
| 2017 | Premios Luces de El Comercio | Mejor Actor de Reparto | André Silva     | Ganador   | [ 14 ] |
| 2017 | Premios Luces de El Comercio | Mejor Actor de Reparto | Nicolás Galindo | Nominado  | [ 15 ] |

## Curiosidades
Nicolás Galindo y André Silva volvieron a actuar juntos en la serie musical Luz de Luna de América Televisión y Del Barrio Producciones entre 2021 y 2023.